# Стурла Беруэ, Даниэль Фернандо
Даниэль Фернандо Стурла Беруэ (исп. Daniel Fernando Sturla Berhouet; род. 4 июля 1959, Монтевидео, Уругвай) — уругвайский кардинал, салезианец. Титулярный архиепископ Фелбса и вспомогательный епископ Монтевидео с 10 декабря 2011 по 11 февраля 2014. Архиепископ Монтевидео с 11 февраля 2014. Кардинал-священник с титулом церкви Санта-Галла с 14 февраля 2015.